# Александер, Крейг
Крейг Александер (англ. Craig Alexander; род. 22 июня 1973, Сидней) — австралийский триатлет, чемпион мира в гонке Ironman 2008, 2009 и 2011 годов. Серебряный призёр чемпионата мира ITU на длинной дистанции триатлона. Был рекордсменом трассы Ironman Hawaii со временем 8:03:56 с 2011 по 2017 года. Тренер.